# Mucuri Airport
Mucuri Airport är en flygplats i Brasilien.   Den ligger i kommunen Mucuri och delstaten Bahia, i den sydöstra delen av landet, 900 km öster om huvudstaden Brasília. Mucuri Airport ligger 84 meter över havet.
Terrängen runt Mucuri Airport är platt. Runt Mucuri Airport är det glesbefolkat, med 17 invånare per kvadratkilometer..
Omgivningarna runt Mucuri Airport är huvudsakligen savann.